# 油井龜美也
油井龜美也（1970年1月30日—）日本宇航员，前日本航空自卫队二等空佐（中校）。

## 生平
高中就读于長野縣佐久市野沢北高等学校，1992年3月毕业于防衛大學校理工学专业。毕业后加入航空自衛隊，曾是F-15J战斗机的飛行員和试飞员。曾参加过航空自衛隊幹部学校指揮幕僚課程，也在航空幕僚監部防衛部门工作过。2009年2月，被选拔为JAXA第31期宇航员培训生，是日本首位自卫队军官出身的宇航员培训生。同年3月退出航空自卫队，参与训练课程。
2011年7月完成所有训练项目，成为JAXA正式宇航员。2012年来到美国训练，6月在佛罗里达州海底完成了NEEMO模拟训练。同年10月入选国际空间站第44次/第45次长期滞留任务队员。
2015年5月7日，他在加加林宇航员培训中心起飞前最后的考验中获得合格。他曾于2015年4月28日進步號太空船（59P）和联盟号飞船模拟任务时出现失控的突发情况，为了究明事故原因，飞船的起飞时间被迫延期。
2015年6月11日、俄羅斯航太发布7月23日发射联盟号TMA-17M的决定。7月23日，联盟号起飞成功，约6小时后到达国际空间站。滞留期间，他在无重力的环境中进行了科学实验。经过141日16小时后于12月11日安全返回地球，在哈萨克斯坦着陆。